# Nepticula
Nepticula is een geslacht van vlinders uit de familie van de dwergmineermotten (Nepticulidae).

## Soorten
- Nepticula aceris Frey, 1846
- Nepticula aeneella Heinemann, 1862
- Nepticula aeneofasciata Frey, 1875
- Nepticula aeneofasciella Herrich-Schäffer, 1855
- Nepticula aerifica Meyrick, 1915
- Nepticula aeriventris Meyrick, 1932
- Nepticula albimaculella Larsen, 1927
- Nepticula alicia Meyrick, 1928
- Nepticula altella Braun, 1914
- Nepticula amelanchierella Clemens, 1861
- Nepticula amseli Skala, 1941
- Nepticula amygdali Klimesch, 1978
- Nepticula anazona Meyrick, 1906
- Nepticula andina Meyrick, 1915
- Nepticula anguinella Clemens, 1861
- Nepticula angustella Heinemann & Wocke, 1876
- Nepticula apicialbella Chambers, 1873
- Nepticula arbatella Chrétien, 1922
- Nepticula arbusculae Klimesch, 1952
- Nepticula arcuata Frey, 1875
- Nepticula argentifasciella Braun, 1912
- Nepticula argyrodoxa Meyrick, 1918
- Nepticula arifoliella Klimesch, 1940
- Nepticula assimilella Zeller, 1848
- Nepticula atterima Wocke, 1865
- Nepticula aurella (Fabricius, 1775)
- Nepticula auriciliella Joannis, 1908
- Nepticula auromarginella Richardson, 1890
- Nepticula auxozona Meyrick, 1934
- Nepticula azaroli Klimesch, 1978
- Nepticula badiocapitella Chambers, 1876
- Nepticula belfrageella Chambers, 1875
- Nepticula benanderella Wolff, 1955
- Nepticula bifasciella Clemens, 1861
- Nepticula bistrimaculella Heyden, 1861
- Nepticula bleonella Chrétien, 1904
- Nepticula bolli Frey, 1873
- Nepticula braunella Jones, 1933
- Nepticula brunensis Skala, 1939
- Nepticula buhri Skala
- Nepticula caenodora Meyrick, 1906
- Nepticula caliginosa Meyrick, 1921
- Nepticula canadensis Braun, 1917
- Nepticula caradjai Groschke, 1944
- Nepticula carpinella Heinemann, 1862
- Nepticula caryaefoliella Clemens, 1861
- Nepticula castaneaefoliella Chambers, 1875
- Nepticula castanella Stainton, 1860
- Nepticula cerea Braun, 1917
- Nepticula cerris Zimmerman, 1944
- Nepticula chalcitis Meyrick, 1906
- Nepticula chalybeia Braun, 1914
- Nepticula cistivora Peyerimhoff, 1871
- Nepticula clemensella Chambers, 1873
- Nepticula clinomochla Meyrick, 1934
- Nepticula comari Wocke, 1862
- Nepticula condaliafoliella Busck, 1900
- Nepticula confusella Wood, 1894
- Nepticula continuella Stainton, 1862
- Nepticula corvimontana Hering, 1935
- Nepticula corylifoliella Clemens, 1861
- Nepticula costalimai Bourquin, 1962
- Nepticula cotoneastri Sorhagen, 1922
- Nepticula crataegifoliella Clemens, 1861
- Nepticula crenulatae Klimesch, 1975
- Nepticula crypsixantha Meyrick, 1918
- Nepticula cuprata Meyrick, 1915
- Nepticula cypracma Meyrick, 1916
- Nepticula dewitziella Sorhagen, 1885
- Nepticula diffasciae Braun, 1910
- Nepticula diffinis Wocke, 1874
- Nepticula diniensis Klimesch, 1975
- Nepticula diplocosma Meyrick, 1921
- Nepticula discrepans Sorhagen, 1922
- Nepticula dorsiguttella Johansson, 1971
- Nepticula dorycniella Suire, 1928
- Nepticula dryadella Hofmann, 1868
- Nepticula dulcella Heinemann, 1862
- Nepticula eberhardi Johansson, 1971
- Nepticula elachistarcha Meyrick, 1934
- Nepticula elisabethella Szöcs, 1957
- Nepticula embonella Klimesch, 1978
- Nepticula endocapna Meyrick, 1906
- Nepticula epicosma Meyrick, 1915
- Nepticula erechtitus Watt, 1924
- Nepticula erythrogenella Joannis, 1908
- Nepticula euphorbiella Stainton, 1869
- Nepticula eurydesma Meyrick, 1915
- Nepticula exasperata Braun, 1930
- Nepticula fagi Frey, 1875
- Nepticula filipendulae Wocke, 1871
- Nepticula flavipedella Braun, 1914
- Nepticula flexuosella Fologne, 1861
- Nepticula floslactella (Haworth, 1828)
- Nepticula fragariella Heyden, 1862
- Nepticula fragarivora Carolsfeld-Krausé, 1944
- Nepticula freyella Heyden, 1858
- Nepticula fulva Watt, 1921
- Nepticula fulvomacula Skala, 1936
- Nepticula funeralis Meyrick, 1906
- Nepticula fuscocapitella Chambers, 1873
- Nepticula fuscotibiella Clemens, 1862
- Nepticula galactacma Meyrick, 1924
- Nepticula gambiana Gustafsson, 1973
- Nepticula gei Wocke, 1871
- Nepticula geminella Frey, 1870
- Nepticula gilva Meyrick, 1906
- Nepticula gilvella Rössler, 1866
- Nepticula gimmonella Matsumura, 1931
- Nepticula glycystrota Meyrick, 1928
- Nepticula gossypii Forbes, 1930
- Nepticula gozmany Szöcs, 1959
- Nepticula gracilivora Skala, 1942
- Nepticula grandinosa Meyrick, 1911
- Nepticula grandisella Chambers, 1879
- Nepticula guittonae Bourquin, 1962
- Nepticula gustafssoni Capuse, 1975
- Nepticula hahniella Wörz, 1937
- Nepticula hannoverella Glitz, 1872
- Nepticula helbigi Hartig, 1941
- Nepticula hemargyrella Kollar
- Nepticula heringella Mariani, 1939
- Nepticula heringi Toll, 1934
- Nepticula heteranthes Meyrick, 1926
- Nepticula hobohmi Janse, 1948
- Nepticula hodgkinsoni Stainton, 1884
- Nepticula homophaea Meyrick, 1918
- Nepticula hoplometalla Meyrick, 1934
- Nepticula huebnerella Herrich-Schäffer, 1855
- Nepticula hylomaga Meyrick, 1931
- Nepticula hypericella Braun, 1925
- Nepticula ignobiliella Stainton, 1851
- Nepticula ilicis Mendes, 1910
- Nepticula inaequalis Heinemann, 1862
- Nepticula insignis Philpott, 1927
- Nepticula insulata Meyrick, 1911
- Nepticula intermedia Braun, 1917
- Nepticula ipomoeella Gustafsson, 1976
- Nepticula isochalca Meyrick, 1916
- Nepticula johannis Zeller, 1877
- Nepticula jubae (Walsingham, 1908)
- Nepticula juglandifoliella Clemens, 1861
- Nepticula klimeschi Skala, 1933
- Nepticula ladeniphila Mendes, 1910
- Nepticula lappovimella Svensson, 1976
- Nepticula lapponica Wocke, 1862
- Nepticula laquaeorum Dugdale, 1971
- Nepticula latifasciella Herrich-Schäffer, 1855
- Nepticula lediella Schleich, 1867
- Nepticula lemniscella (Zeller, 1839)
- Nepticula leucargyra Meyrick, 1906
- Nepticula libera Meyrick, 1906
- Nepticula liechtensteini Zimmerman, 1944
- Nepticula ligustrella Rössler, 1881
- Nepticula lindquisti Freeman, 1962
- Nepticula liochalca Meyrick, 1916
- Nepticula lonicerarum Frey, 1846
- Nepticula lorantivora Janse, 1948
- Nepticula lucida Philpott, 1919
- Nepticula luteellina Skala, 1941
- Nepticula macrocarpae Freeman, 1967
- Nepticula macrolepidella Klimesch, 1978
- Nepticula maculosella Chambers, 1879
- Nepticula mahalebella Klimesch, 1936
- Nepticula mali Hering, 1932
- Nepticula malivora Toll, 1936
- Nepticula maoriella (Walker, 1864)
- Nepticula marginicolella Stainton, 1853
- Nepticula maridingella Gustafsson, 1973
- Nepticula marmaropa Braun, 1925
- Nepticula maximella Chambers, 1873
- Nepticula melanospila Meyrick, 1934
- Nepticula melanotis Meyrick, 1906
- Nepticula mespilicola Frey, 1856
- Nepticula micromeriae (Walsingham, 1908)
- Nepticula microtheriella Stainton, 1854
- Nepticula minimella Chambers, 1873
- Nepticula minorella Zimmerman, 1944
- Nepticula molybditis Zeller, 1877
- Nepticula monspessulanella Jäckh, 1952
- Nepticula muricatella Klimesch, 1978
- Nepticula myricafoliella Busck, 1900
- Nepticula myrtillella Stainton, 1857
- Nepticula neodora Meyrick, 1918
- Nepticula nigricapitella Janse, 1948
- Nepticula nigrita Meyrick, 1913
- Nepticula nigriverticella Chambers, 1875
- Nepticula nigrobrunnella Groschke, 1939
- Nepticula nigrosparsella Klimesch, 1940
- Nepticula nitens Fologne, 1862
- Nepticula nitidella Heinemann, 1862
- Nepticula nivenburgensis Preissecker, 1942
- Nepticula nobilella Heinemann & Wocke, 1876
- Nepticula nowakowskii Toll, 1957
- Nepticula nyssaefoliella Chambers, 1880
- Nepticula obliquella Heinemann, 1862
- Nepticula obscurella Braun, 1912
- Nepticula occultella Heinemann, 1871
- Nepticula ochrefasciella Chambers, 1873
- Nepticula ogygia Meyrick, 1889
- Nepticula oligosperma Meyrick, 1934
- Nepticula olyritis Meyrick, 1915
- Nepticula opulifoliella Braun, 1914
- Nepticula oriastra Meyrick, 1917
- Nepticula oritis Meyrick, 1910
- Nepticula ostryaefoliella Clemens, 1861
- Nepticula pallida Braun, 1912
- Nepticula paludicola Braun, 1917
- Nepticula panconistis Meyrick, 1930
- Nepticula paradoxa Frey, 1858
- Nepticula pelanodes Meyrick, 1920
- Nepticula peniciliata Heinemann & Wocke, 1876
- Nepticula perissopa Meyrick, 1919
- Nepticula peterseniella Skala, 1941
- Nepticula phyllanthina Meyrick, 1906
- Nepticula plagicolella Stainton, 1854
- Nepticula planetis Meyrick, 1906
- Nepticula platea Clemens, 1861
- Nepticula polydoxa Meyrick, 1911
- Nepticula pomella Vaughan, 1858
- Nepticula pomivorella Packard, 1872
- Nepticula populetorum Frey & Boll, 1878
- Nepticula populialbae Hering, 1935
- Nepticula populicola Sorhagen, 1922
- Nepticula poterii Stainton, 1857
- Nepticula preisseckeri Klimesch, 1941
- Nepticula pretiosa Heinemann, 1862
- Nepticula primaria Meyrick, 1913
- Nepticula primigena Meyrick, 1906
- Nepticula procrastinella Braun, 1927
- Nepticula progama Meyrick, 1924
- Nepticula progonopis Meyrick, 1921
- Nepticula promissa Staudinger, 1870
- Nepticula propalaea Meyrick, 1889
- Nepticula prunifoliella Clemens, 1861
- Nepticula pseudoplatanella Weber, 1936
- Nepticula pteliaeella Chambers, 1880
- Nepticula punctulata Braun, 1910
- Nepticula purpuratella Braun, 1917
- Nepticula purpureae Skala, 1948
- Nepticula pygmaeella (Haworth, 1825)
- Nepticula pyrellicola Klimesch, 1978
- Nepticula pyricola Wocke, 1877
- Nepticula quadrinotata Braun, 1917
- Nepticula quercifoliae Toll, 1936
- Nepticula quercipulchrella Chambers, 1878
- Nepticula quercistanella Chambers, 1873
- Nepticula quinquella (Vaughan, 1848)
- Nepticula repentiella Wolff, 1955
- Nepticula resplendensella Chambers, 1875
- Nepticula rhamnella Herrich-Schäffer, 1860
- Nepticula rhamnicola Braun, 1916
- Nepticula rhorifoliella Braun, 1912
- Nepticula robiniella Gustafsson, 1973
- Nepticula roborella Johansson, 1971
- Nepticula rosarum Sorhagen, 1922
- Nepticula rosmarinella Chrétien, 1914
- Nepticula rubescens Heinemann, 1871
- Nepticula rubicurrens (Walsingham, 1908)
- Nepticula rubifoliella Clemens, 1865
- Nepticula rusticula Meyrick, 1916
- Nepticula saginella Clemens, 1861
- Nepticula salicis Stainton, 1854
- Nepticula sanctaecrucis (Walsingham, 1908)
- Nepticula sanguisorbiae Wocke, 1865
- Nepticula sativella Klimesch, 1936
- Nepticula saxatilella Gronlien, 1932
- Nepticula schleichiella Frey, 1870
- Nepticula scintillans Braun, 1917
- Nepticula semiatella Herrich-Schäffer, 1855
- Nepticula serella Stainton, 1888
- Nepticula serotinella Chambers, 1873
- Nepticula similella Braun, 1917
- Nepticula simpliciella Heinemann, 1862
- Nepticula slingerlandella Kearfott, 1908
- Nepticula sophorae Hudson, 1939
- Nepticula sorbi Stainton, 1861
- Nepticula speciosa Frey, 1858
- Nepticula sphendamni Hering, 1937
- Nepticula spinosella Joannis, 1908
- Nepticula splendidissima Frey, 1875
- Nepticula splendidissimella Herrich-Schäffer, 1855
- Nepticula sporadopa Meyrick, 1911
- Nepticula staphyleae Zimmerman, 1944
- Nepticula staticis (Walsingham, 1908)
- Nepticula stelviana Wocke, 1880
- Nepticula stimulata Meyrick, 1913
- Nepticula styracicolella Klimesch, 1978
- Nepticula suberis Stainton, 1869
- Nepticula suberivora Stainton, 1869
- Nepticula suberosella Toll, 1936
- Nepticula subnitescens (Meyrick, 1937)
- Nepticula subnitidella Zeller, 1848
- Nepticula subvirescens Meyrick, 1934
- Nepticula svenssoni Johansson, 1971
- Nepticula symmora Meyrick, 1906
- Nepticula szocsi Klimesch, 1956
- Nepticula szoecsiella Borkowski, 1972
- Nepticula taeniola Braun, 1925
- Nepticula tauromeniella Groschke, 1944
- Nepticula tengstroemi Nolck, 1870
- Nepticula tergestina Klimesch, 1940
- Nepticula terminella Braun, 1914
- Nepticula teucriella Chrétien, 1914
- Nepticula thoracealbella Chambers, 1873
- Nepticula thuringiaca Petry, 1904
- Nepticula tiliella Braun, 1912
- Nepticula tingitella Walsingham, 1904
- Nepticula tormentillella Herrich-Schäffer, 1860
- Nepticula torminalis Wood, 1890
- Nepticula trepida Meyrick, 1906
- Nepticula tricentra Meyrick, 1889
- Nepticula trifasciata Matsumura, 1931
- Nepticula trimaculella (Haworth, 1828)
- Nepticula trinotata Braun, 1914
- Nepticula tristis Wocke, 1862
- Nepticula turbidella Zeller, 1848
- Nepticula turicella Herrich-Schäffer, 1855
- Nepticula turicensis Frey
- Nepticula ulmariae Wocke, 1879
- Nepticula ulmella Braun, 1912
- Nepticula ulmi Skala, 1934
- Nepticula ulmicola Hering, 1932
- Nepticula ulmifoliae Hering, 1931
- Nepticula ulmiphaga Preissecker, 1942
- Nepticula unifascella Chambers, 1875
- Nepticula uniformis Heinemann, 1871
- Nepticula utensis Weber, 1936
- Nepticula vannifera Meyrick, 1914
- Nepticula variella Braun, 1910
- Nepticula variicapitella Chrétien, 1908
- Nepticula villosella Clemens, 1861
- Nepticula vimineticola Frey, 1856
- Nepticula vincamajorella Hartig, 1964
- Nepticula virginiella Clemens, 1861
- Nepticula virgulae Braun, 1927
- Nepticula viridella Mendes, 1910
- Nepticula viridissimella Caradja, 1920
- Nepticula vossensis Grönhen
- Nepticula warburtonensis Wilson, 1939
- Nepticula wockeella Heinemann, 1871
- Nepticula wollofella Gustafsson, 1973
- Nepticula xuthomitra Meyrick, 1921
- Nepticula xystodes Meyrick, 1916
- Nepticula zangherii Klimesch, 1951
- Nepticula zermattensis Weber, 1936
- Nepticula zimmermanni Hering, 1942
- Nepticula zizyphi (Walsingham, 1911)